# 蛇惑
《蛇惑》（英語：The Serpent）是一部英國犯罪劇情類影集，改編自1976年抓捕連環殺手查爾斯·索布萊的真實故事，專挑探訪嬉皮之路的旅人下手。影集由BBC One與Netflix聯合製作，塔哈·拉辛和珍娜·科爾曼領銜出演，於2021年元旦在BBC One首播。

## 演員與角色
- 塔哈·拉辛 飾演 查爾斯·索布萊（英语：Charles Sobhraj）：連環殺手。

- 珍娜·科爾曼 飾演 瑪麗-安德莉·勒克萊爾（法语：Marie-Andrée Leclerc）：索布萊的女友。

- 比利·霍爾（英语：Billy Howle） 飾演 赫曼·克尼彭貝格（Herman Knippenberg）

- 艾麗·班柏 飾演 安吉拉·克尼彭貝格（Angela Knippenberg）

- 琪洽·安瑪達雅婫 飾演 苏达·罗耶（Suda Romyen）

- 提拉帕·萨扎顾 飾演 Sompol Suthimai

## 集數
| 集數 | 標題 | 譯名  | 導演        | 編劇      | 上線日期      | 英國收視人數 （百萬） |
| ---- | ---- | ----- | ----------- | --------- | ------------- | --------------------- |
| 1    |      | 第1集 | 湯姆·夏克蘭 | 李察·瓦洛 | 2021年1月1日  | 待定                  |
| 2    |      | 第2集 | 湯姆·夏克蘭 | 李察·瓦洛 | 2021年1月3日  | 待定                  |
| 3    |      | 第3集 | 湯姆·夏克蘭 | 李察·瓦洛 | 2021年1月10日 | 待定                  |
| 4    |      | 第4集 | 湯姆·夏克蘭 | 李察·瓦洛 | 2021年1月17日 | 待定                  |
| 5    |      | 第5集 | 湯姆·夏克蘭 | 李察·瓦洛 | 2021年1月24日 | 待定                  |
| 6    |      | 第6集 | 湯姆·夏克蘭 | 李察·瓦洛 | 2021年1月31日 | 待定                  |
| 7    |      | 第7集 | 湯姆·夏克蘭 | 李察·瓦洛 | 2021年2月7日  | 待定                  |
| 8    |      | 第8集 | 湯姆·夏克蘭 | 李察·瓦洛 | 2021年2月14日 | 待定                  |

## 製作

### 開發
2019年7月，BBC宣佈預訂該影集，共8集，由湯姆·夏克蘭與李察·瓦洛共同開發。影集由BBC與Netflix聯合製作。

### 選角
2019年7月，隨著影集正式開發製作，塔哈·拉辛確定領銜出演男主角查爾斯·索布萊。9月，珍娜·科爾曼、比利·霍爾和艾麗·班柏確定出演主要角色。

### 拍攝
影集的主體拍攝在泰國開機。因應2019冠狀病毒病疫情，製作組於2020年3月暫停拍攝。8月在英格蘭的赫特福德郡恢復拍攝。

## 發行
2020年1月16日，BBC釋出首發宣傳劇照。11月26日，影集確定於2021年元旦開播。

## 資料來源
1. ↑  . Mammoth Screen. 2019-07-15  [2020-12-09]. （原始内容存档于2021-02-05） （美国英语）.
2. 1 2  Keslassy, Elsa; Clarke, Stewart. . Variety. 2020-07-15  [2020-12-09]. （原始内容存档于2021-03-29） （美国英语）. 参数|journal=与模板{{cite web}}不匹配（建议改用{{cite journal}}或|website=） (帮助)
3. ↑  White, Peter. . Deadline. 2019-09-08  [2020-12-09]. （原始内容存档于2021-04-04） （美国英语）. 参数|journal=与模板{{cite web}}不匹配（建议改用{{cite journal}}或|website=） (帮助)
4. ↑  Keslassy, Elsa. . Variety. 2020-08-28  [2020-12-09]. （原始内容存档于2021-04-06） （美国英语）. 参数|journal=与模板{{cite web}}不匹配（建议改用{{cite journal}}或|website=） (帮助)
5. ↑  Morris, Lauren. . Radio Times. 2020-01-16  [2020-12-09]. （原始内容存档于2020-03-02） （英国英语）. 参数|journal=与模板{{cite web}}不匹配（建议改用{{cite journal}}或|website=） (帮助)
6. ↑  . BBC Media Centre. 2020-11-26  [2020-12-09]. （原始内容存档于2020-11-26） （英国英语）.

## 外部連結
- 互联网电影数据库（IMDb）上《蛇惑》的资料（英文）
- 爛番茄上《蛇惑》的資料（英文）
- 豆瓣电影上《蛇惑》的資料 （简体中文）